# تشیع در شبه قاره هند

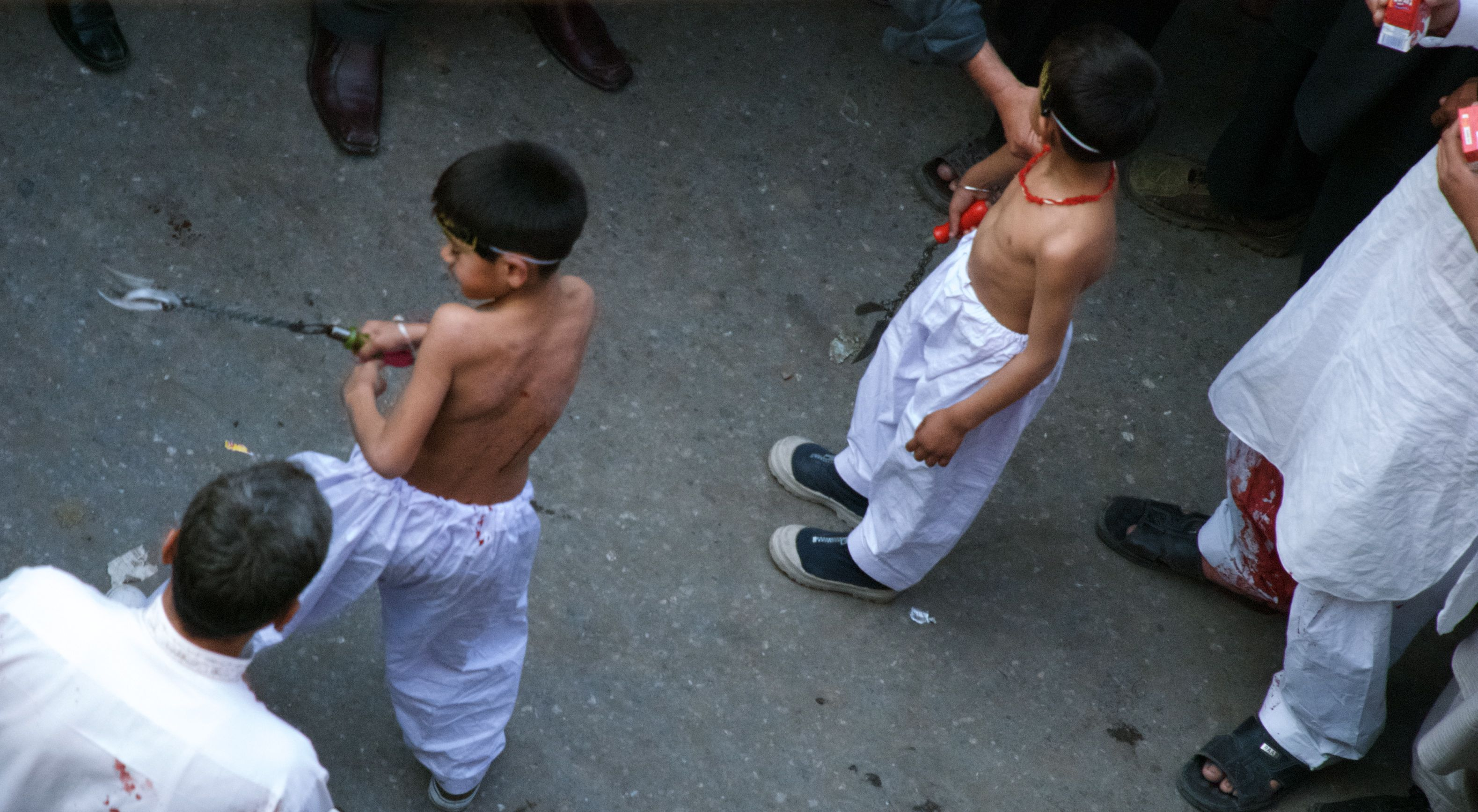
مراسم محرم شیعیان در لاهور

در همه ایالات شبه قاره هند جمعیت‌های کوچک و بزرگ مسلمانان شیعه زندگی می‌کنند و تعداد دقیق جمعیت شیعیان در شبه قاره هند مشخص نیست. ویژگی جغرافیای تشیع در شبه قاره هند، پراکندگی مناطق شیعه‌نشین در شهرها و روستاهای سراسری است.

## تاریخ
تاریخ تشیع در برخی از مناطق شبه قاره هند سابقه‌ای دیرینه دارد. افزون بر حضور جمعیت‌های شیعی، در دوره‌های مختلف تاریخی، حکومت‌های شیعی نیز در این مناطق تشکیل شد. ظهور تشیع در شبه قاره هند، با ورود مسلمانان به این منطقه در زمان حکومت علی همزمان بود. بنا به بیان برخی از مورخان، در سال‌های ۳۵ تا ۴۰ هجری، و در اواخر سال ۳۸ و اوایل ۳۹ هجری، او حارث بن مره عبدی را برای لشکرکشی به حدود هند فرستاد.
در طول تاریخ اسلامی هند، چندین سلسله حکومتی شیعه در شبه‌قاره هند به وجود آمد. برخی از حاکمان غزنوی هند نیز شیعه مذهب بودند. هم‌زمان با ظهور حکومت شیعی صفویه در ایران در اواخر قرن نهم هجری، شیعیان هندوستان نیز نیروی جدیدی به دست آوردند و مذهب شیعه در آنجا رواج بیشتری یافت، یوسف عادلشاه در سال ۸۹۵ قمری، به حکومت رسید. بخش عمده مناطق شیعه نشین در شمال هند که شامل حوزه جغرافیایی دره سند است، در کشور پاکستان قرار دارد.

### تشیع در دکن
واژه دکن که ریشه‌ای سانسکریت دارد، به معنای جنوب است و به بخشی از جنوب شبه قاره هند اطلاق می‌شود. مرزهای جغرافیایی دکن در طول تاریخ تا حدودی متفاوت بوده‌است اما به‌طور کلی می‌توان دکن را شامل سرزمین‌های جنوب رشته کوه‌های ویندهیا تا منتهی‌الیه جنوب شبه قاره هند دانست.
ریشه‌های تاریخی گسترش تشیع در هندوستان را مهاجرت بسیاری از ایرانیان به این سرزمین، در سال‌های بعد از حمله مغولان به ایران دانسته‌اند. تشیع در سده نهم هجری و در پی افزایش مهاجرت ایرانیان و سادات به دکن، در این منطقه رشد زیادی یافت. همزمان که شیعیان با نفوذ در حکومت‌های محلی دکن نقش سیاسی و اجتماعی بارزی می‌یافتند در ایران پادشاهان صفوی قدرت را در دست گرفتند و تشیع را مذهب رسمی ایران کردند. در سده دهم هجری چند حکومت شیعه در مناطق مختلف دکن تأسیس شد که در برابر حکومت مغولان هند، چشم به حمایت پادشاهان صفوی داشتند و روابط گسترده‌ای با صفویان برقرار کردند. حضور پر رنگ ایرانیان در مناصب مهم این حکومت‌ها و مهاجرت بسیاری از علما و شاعران شیعی ایرانی به این مناطق بسیاری از مظاهر فرهنگ شیعی را در این مناطق رواج داد.